# Defense of the Ancients
Defense of the Ancients (w skrócie DotA) – modyfikacja do komputerowych gier strategicznych czasu rzeczywistego – Warcraft III: Reign of Chaos i Warcraft III: The Frozen Throne.

## Rozgrywka
W Defense of the Ancients gracze rywalizują w dwóch przeciwnych zespołach: the Sentinel i the Scourge. Baza graczy z the Sentinel jest zlokalizowana w południowo-zachodnim rogu mapy, a baza graczy z the Scourge w północno-wschodnim. Każda baza jest broniona przez wieże oraz grupy jednostek strażniczych walczących na trzech ścieżkach prowadzących do tych baz. W centrum każdej bazy znajduje się Ancient – budynek, który należy zniszczyć, aby wygrać mecz.
W Defense of the Ancients gracze mogą wybrać jednego ze 112 bohaterów, z których każdy dysponuje innym zestawem umiejętności i taktyk. W rozgrywce biorą udział dwie pięcioosobowe drużyny, a aby zwyciężyć wymagana jest współpraca i komunikacja z innymi członkami zespołu. W przeciwieństwie do tradycyjnych strategii czasu rzeczywistego w DotA nie trzeba zarządzać surowcami i budować budynków. Za pomocą złota zdobywanego podczas gry gracze mogą kupować przedmioty do wzmocnienia i ulepszenia bohaterów. Dodatkowo za zabijanie pomniejszych jednostek sterowanych przez komputer (tzw. „creepów”) oraz innych postaci gracze otrzymują doświadczenie, dzięki któremu zwiększa się poziom ich bohaterów. Zdobycie wyższego poziomu bohatera zwiększa wytrzymałość bohatera i pozwala na ulepszenie jego zdolności. Typowy mechanizm wydobywania zasobów z Warcraft III zastąpiła mechanika zdobywania złota w walce. Oprócz pewnego stałego dochodu, gracze mogą zdobywać złoto zabijając wrogie jednostki i bohaterów oraz niszcząc ich budynki. Zdobycie złota w ten sposób jest możliwe tylko, gdy zada się przeciwnikowi ostatni cios. Dlatego gracze zwykle nie walczą cały czas, a zamiast tego pozostają w bezpiecznej odległości, by w odpowiednim momencie zabić przeciwną jednostkę w celu zdobycia złota lub uniemożliwić to przeciwnikowi i dobić jednostkę sojuszniczą.  
Defense of the Ancients oferuje wiele trybów gry. W grze można ustawić poziom trudności scenariusza oraz bohatera lub sprawić, by wybór bohaterów nastąpił losowo. Wiele trybów gry może być łączone (np. łatwy poziom trudności z wysokim poziomem oraz losowe wybieranie bohatera).  

## Tworzenie
W 2002 roku Blizzard Entertainment. wydał Warcraft III: Reign of Chaos, trzecią część serii strategii czasu rzeczywistego. W grze umieszczono edytor poziomów pozwalający każdemu graczowi na tworzenie rozgrywek, w które można grać z innymi osobami za pośrednictwem Battle.net. W modyfikacjach można było korzystać z wszystkich mechanik zawartych w Warcraft III, takich jak zdobywanie poziomów przez jednostki bohaterskie i zbieranie przez nie przedmiotów, co okazało się kluczowe w tworzeniu Defense of the Ancients.
Pierwsza wersja Defense of the Ancients powstała w 2003 roku, a jej autorem był Kyle Sommer, pod pseudonimem Eul. Gra bazowała na wydanym wcześniej scenariuszu do StarCraft o nazwie „Aeon of Strife”. Po wydaniu rozszerzenia do Warcraft III, które rozszerzyło możliwości edytora map, Eul nie podjął się aktualizacji swojej modyfikacji. Inni twórcy stworzyli własne wersje DotA, dodali nowych bohaterów przedmioty i mechaniki. Wśród nich byli twórcy modów o pseudonimach Meian i Ragn0r, którzy połączyli pomysły z różnych modyfikacji w całość i opublikowali DotA Allstars. W marcu 2004 roku twórca map o pseudonimie Guinsoo (prawdziwe imię to Steve Feak) przejął kontrolę nad rozwojem projektu. Feak powiedział, że gdy rozpoczynał prace nad DotA Allstars nie przypuszczał, że gra stanie się tak popularna. Sukces tego typu gry zainspirował go do stworzenia nowego tytułu opartego na zasadach, które jak sądził, zapoczątkują nowy gatunek w grach komputerowych.

## Odbiór gry
W 2006 roku Basshunter wykonał singel o Defense of the Ancients, singel nosi tytuł „Vi sitter i Ventrilo och spelar DotA”, w 2007 roku została wydana nowa wersja tego utworu, zatytułowana jako „DotA”, singel znalazł się na czołowych miejscach list przebojów w Finlandii, Szwecji, Norwegii, Danii, Holandii i Niemczech.
W 2008 roku Michael Walbridge z pisma Gamasutra stwierdził, że Defense of the Ancients jest prawdopodobnie najpopularniejszą modyfikacją na świecie.
Defense of the Ancients została zapisana jako jeden z czynników wpływających na Gas Powered Games w 2009 roku.